# غلكزة N

مختلف أنواع طلائع "قليل السكاريد المرتبط بالليبيد" الذي تنتجه مختلف الكائنات.

الغلكزة المرتبطة بـN (بالإنجليزية: N-linked glycosylation)‏ هي إضافة قليل سكاريد -سلسلة مكونة من عدة جزيئات سكر يُشار إليها أحيانا بالجليكان- إلى ذرة نيتروجين (عادة نيتروجين أميد حمض الأسباراجين)، وهي عملية بيولوجية تخص البروتينات المفرزة أو المرتبطة بالغشاء وتحدث في حقيقيات النوى والعتائق ونادرا ما تقوم بها البكتيريا.
لدى حقيقيات النوى، تحدث غلكزة N في الشبكة الإندوبلازمية وهي عملية مصاحبة للترجمة (co-translational) يُضاف فيها جليكان من 14 سكرا تم تخليقه سابقا على سطح الشبكة الإندوبلازمية المقابل للسيتوبلازم (2 إن-أسيتيل غلوكوز أمين، 9 مانوز و3 جلوكوز) إلى سلسلة ببتيد ناشئة بمجرد دخولها إلى لمعة الشبكة الإندوبلازمية، وبعد قص ثلاث جزيئات غلوكوز وواحدة مانوز، ينتقل البروتين إلى جهاز غولجي أين يفقد الجليكان عدة جزيئات مانوز ويتخذ بنية أكثر تعقيدا أثناء عملية تسمى «الغلكزة النهائية». تُحدَّد طبيعة الجليكان المرتبط بالنيتروجين بواسطة البروتين والخلية التي تم العبير عنه فيها، ويختلف بين الأنواع حيث تصنع الأنواع المختلفة، أنواعا مختلفة من الجليكانات المرتبطة بـN.
تتطلب إضافة سلسلة جليكان إلى البروتين التعرف على تسلسل الإجماع Asn–X–Ser/Thr حيث X أي حمض أميني باستثناء البرولين بسبب الإعاقة الفراغية (مع تواتر الثريونين أكثر من السيرين)، ويتم الربط تقريبا دائما في ذرة نيتروجين الأسباراجين في السلسلة الجانبية، وتكون جزيئة السكر التي ترتبط بالأسباراجين هي إن-أسيتيل غلوكوز أمين (GlcNAc) على الهيئة بيتا بشكل شبه دائم. وتتم الإضافة بواسطة إنزيم ناقل قليل الساكاريد [الإنجليزية].

## مراقبة الجودة
تخضع البروتينات المغلكزة في N أثناء معالجتها لمراقبة الجودة التي تحدث في الشبكة الإندوبلازمية وتقوم بها شابرونات الليكتين مثل: كالنيكسين [الإنجليزية] وكارليتكلين [الإنجليزية] وكذلك بروتينات شابرون خاصة بالشبكة الإندوبلازمية تسمى البروتينات المرتبطة بالجلوبولين المناعي (BIP) من عائلة بروتينات الصدمة الحرارية. تصاحب هذه البروتينات غلايكوسيلازات تقوم بقص سلسلة قليل السكاريد للسماح بعملية التأكد من التطوي الصحيح للبروتين والذي إن كان صحيحا فإن عميلة الغلكزة في N تستمر في جهاز غولجي، أما إن كان التطوي غير صحيح يقوم المانوزيداز بوسم البروتين بوسم تفكيك يتعرف عليه الجسيم البروتيني ويقوم N-جليكاناز [الإنجليزية] بإزالة سلسلة الجليكان.